# اسکار وود
اسکار وود (انگلیسی: Oscar Wood؛ زادهٔ ۲۱ ژوئن ۱۹۷۵) کشتی‌گیر اهل ایالات متحده آمریکا است.